# Miguel Rio Branco
Pour les articles homonymes, voir Branco.
Miguel Rio Branco (né le 15 décembre 1946 à Las Palmas de Grande Canarie) est un photographe, peintre, cinéaste brésilien.

## Biographie
Miguel da Silva Paranhos do Rio Branco naît à Las Palmas de Grande Canarie, dans les îles Canaries, le 11 décembre 1946,. Ses parents sont diplomates et il passe son enfance au Portugal, en Suisse, au Brésil et aux États-Unis.
En 1976, il s'installe à New York, où il obtient un Bachelor of Arts, peint, et suit un cours professionnel d'un mois au New York Institute of Photography (en). En 1978, il s'installe à Rio de Janeiro et étudie à l'École supérieure de design industriel de l'université de d'État de Rio de Janeiro (pt).
Rio Branco devient photographe indépendant et directeur de la photographie pour le cinéma avant de se lancer dans la photographie documentaire. Rapidement remarqué « pour la qualité dramatique de son travail sur les couleurs », il devient associé de l'agence Magnum en 1980.
Installé à Rio de Janeiro, Miguel Rio Branco se concentre essentiellement au Brésil, sur le photojournalisme, la critique sociale et politique.
En 2014, son livre Silent Book (1997) est mentionné dans l'ouvrage de Martin Parr et Gerry Badger (en) intitulé The Photobook : A History, Volume II.

## Publications
- (es) Dulce Sudor Amargo (avec Jean-Pierre Nouhaud), México, Fondo de Cultura Economica, 1985  (ISBN 978-9681619695).
- (pt) Nakta (avec Louis Calaferte), Curitiba, Fundação cultural de Curitiba, 1996 (OCLC 463991043).
- (pt + en) Miguel Rio Branco : pele do tempo (cat. exp., avec Paulo Sérgio Duarte), Rio de Janeiro, Centro de Arte Hélio Oiticica, 2000 (avec CD-ROM)  (ISBN 9788586675102).
- (pt) Silent Book (avec Jean-Yves Cousseau), São Paulo, Cosac & Naify, 1997 (rééd. 2012)  (ISBN 978-8586374210).
- (es + en) Entre Los Ojos, Barcelona, Fundación la Caixa, 1999  (ISBN 978-8476646632).
- (pt) Entre os Olhos, o Deserto (avec David Levi Strauss), São Paulo, Cosac & Naify, 2002  (ISBN 978-8575030721).
- (pt) Gritos Surdos (cat. exp., avec Maria do Carmo Serén), Porto, Centro Portugues de Fotografia, 2002  (ISBN 9789728451257).
- (fr) Plaisir la Douleur (avec Matheus Rocha Pima, Mariana Schincariol et Jean-Yves Cousseau), Paris, Textuel, 2005  (ISBN 978-2845971691).
- (pt) Out Of Nowhere, São Paulo, Luste, 2009  (ISBN 978-8561914103).
- (pt) Você está feliz?, São Paulo, Cosac & Naify, 2012  (ISBN 978-8540502598).
- (pt) Miguel Rio Branco : ponto cego (cat. exp., avec Paulo Herkenhoff), Porto Alegre Santander Cultural, 2012  (ISBN 9788599686126).
- (pt) Caixa-preta : segundo Miguel Rio Branco (avec Celso Brandão, Pierre Devin, Fernando Fiúza, Stephen Berg et Martyn Back), São Paulo, Madalena, 2016  (ISBN 9788569557104).
- (en + es) Mechanics of women = La mecánica de las mujeres, Madrid, La Fábrica, 2017  (ISBN 978-8417048051).
- (fr) New York Sketches, Xavier Barral, 2018  (ISBN 978-2365111720).
- (en) Miguel Rio Branco: Photographic Works 1968-1992, RM/Toluca Editions/Le Bal, 2021  (ISBN 9788417975432).
- (it + en) Miguel Rio Branco : masculin féminin (cat. exp., avec Isidora Gajic, Germano Celant, Walter Guadagnini), Milan, Silvana Editoriale, Cinisello Balsamo, 2022  (ISBN 9788836647521).

## Récompenses et distinctions
- 1982 : Prix Kodak de la critique photographique (2e prix)

## Collections
Ces œuvres sont conservées dans plusieurs musées importants, tels que le Centre Georges Pompidou, le musée d'Art moderne de San Francisco, le Walker Art Center, le Museum of Modern Art, New York et le Metropolitan Museum of Art.